# NFL 1980
Die NFL-Saison 1980 war die 61. Saison im American Football in der National Football League (NFL). Die Regular Season begann am 7. September 1980 und endete am 22. Dezember 1980. Die Saison endete mit dem Pro Bowl am 1. Februar im Aloha Stadium in Honolulu, Hawaii.
Der Eigentümer der Oakland Raiders, Al Davis, gab vor Saisonbeginn bekannt, dass er beabsichtigt, die Mannschaft nach Los Angeles zu verlegen. Dieses Ansinnen wurde von den Teameigner in ihrer Sitzung am 10. März 1980 abgelehnt. Daraufhin prozessierte Davis gegen die NFL. Im Mai 1982 wurde festgestellt, dass damit die NFL gegen das Kartellrecht verstoßen hatte.
In der Saison sahen rund 13,4 Millionen Zuschauer die 224 Spiele der regulären Saison. Dies waren im Schnitt 59.787 Zuschauer pro Spiel und somit die höchste Zahl in der gesamten Geschichte der NFL bisher. Die Stadien waren mit 92,4 % ausverkauft.

## NFL Draft

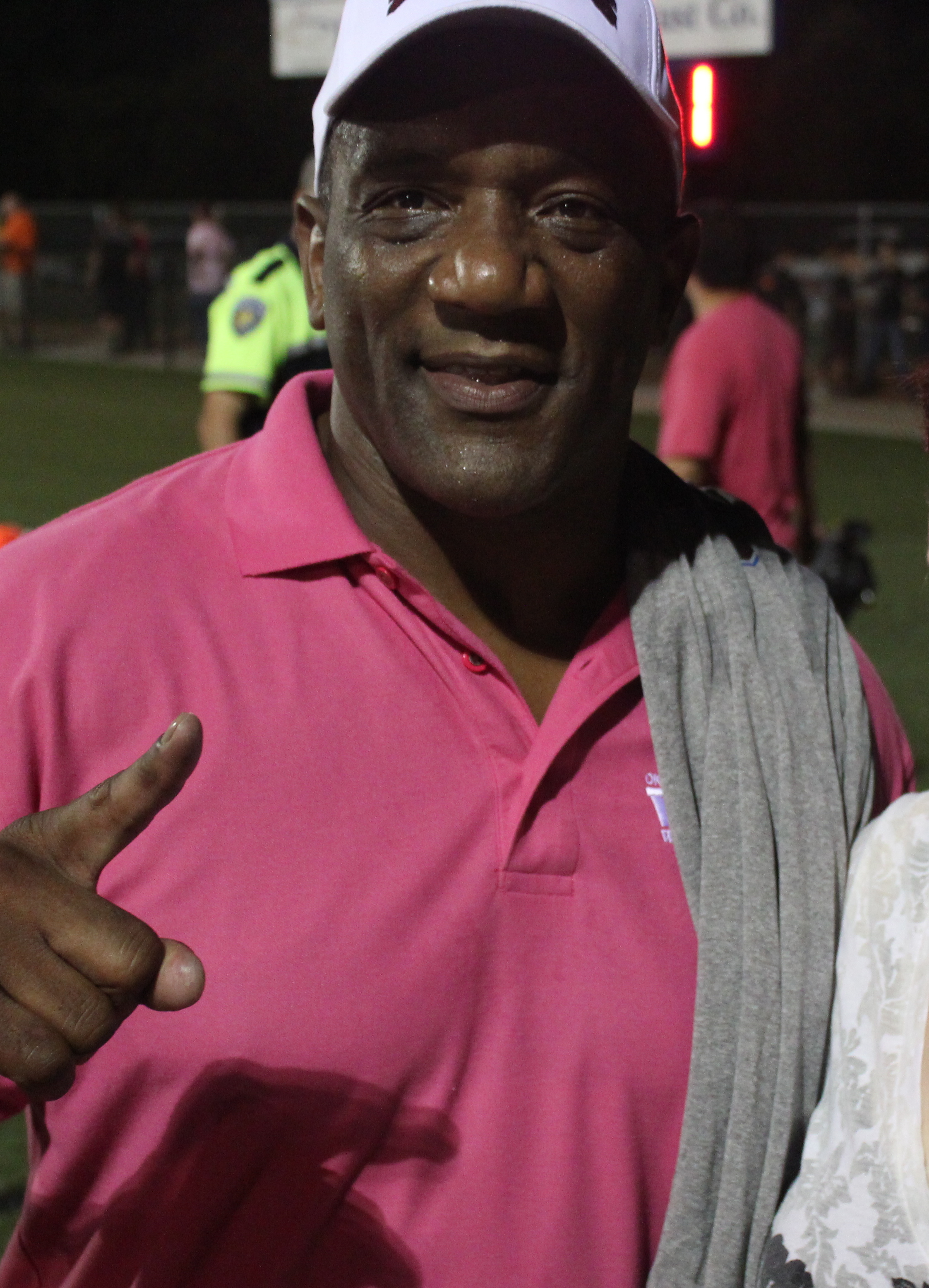
Billy Sims wurde als erster Spieler im NFL Draft 1980 ausgewählt.

Der NFL Draft 1980 fand vom 29. bis 30. April im New Yorker Hotel Sheraton Hotel statt. Der Draft lief über 12 Runden, in denen 333 Spieler ausgewählt wurden. Mit dem Erstrunden-Pick wählten die Detroit Lions den Quarterback und Gewinner der Heisman Trophy Billy Sims von der University of Oklahoma.

## Regular Season
| AFC East             | AFC East | AFC East | AFC East | AFC East | AFC East | AFC East | AFC East | AFC East |
| Team                 | S        | N        | U        | SQ       | P+       | P−       | DIV      | CONF     |
| -------------------- | -------- | -------- | -------- | -------- | -------- | -------- | -------- | -------- |
| Buffalo Bills        | 11       | 5        | 0        | 0,688    | 320      | 260      | 4–4      | 8–4      |
| New England Patriots | 10       | 6        | 0        | 0,625    | 441      | 325      | 6–2      | 9–3      |
| Miami Dolphins       | 8        | 8        | 0        | 0,500    | 266      | 305      | 3–5      | 4–8      |
| Baltimore Colts      | 7        | 9        | 0        | 0,438    | 355      | 387      | 5–3      | 6–8      |
| New York Jets        | 4        | 12       | 0        | 0,250    | 302      | 395      | 2–6      | 3–9      |

| NFC East            | NFC East | NFC East | NFC East | NFC East | NFC East | NFC East | NFC East | NFC East |
| Team                | S        | N        | U        | SQ       | P+       | P−       | DIV      | CONF     |
| ------------------- | -------- | -------- | -------- | -------- | -------- | -------- | -------- | -------- |
| Philadelphia Eagles | 12       | 4        | 0        | 0,750    | 384      | 222      | 6–2      | 9–3      |
| Dallas Cowboys      | 12       | 4        | 0        | 0,750    | 454      | 311      | 6–2      | 9–3      |
| Washington Redskins | 6        | 10       | 0        | 0,375    | 261      | 293      | 4–4      | 5–7      |
| St. Louis Cardinals | 5        | 11       | 0        | 0,313    | 299      | 350      | 2–6      | 4–10     |
| New York Giants     | 4        | 12       | 0        | 0,250    | 249      | 425      | 2–6      | 3–9      |

| AFC Central         | AFC Central | AFC Central | AFC Central | AFC Central | AFC Central | AFC Central | AFC Central | AFC Central |
| Team                | S           | N           | U           | SQ          | P+          | P−          | DIV         | CONF        |
| ------------------- | ----------- | ----------- | ----------- | ----------- | ----------- | ----------- | ----------- | ----------- |
| Cleveland Browns    | 11          | 5           | 0           | 0,688       | 357         | 310         | 4–2         | 8–4         |
| Houston Oilers      | 11          | 5           | 0           | 0,688       | 295         | 251         | 4–2         | 7–5         |
| Pittsburgh Steelers | 9           | 7           | 0           | 0,563       | 352         | 313         | 2–4         | 5–7         |
| Cincinnati Bengals  | 6           | 10          | 0           | 0,375       | 244         | 312         | 2–4         | 4–8         |

| NFC Central          | NFC Central | NFC Central | NFC Central | NFC Central | NFC Central | NFC Central | NFC Central | NFC Central |
| Team                 | S           | N           | U           | SQ          | P+          | P−          | DIV         | CONF        |
| -------------------- | ----------- | ----------- | ----------- | ----------- | ----------- | ----------- | ----------- | ----------- |
| Minnesota Vikings    | 9           | 7           | 0           | 0,563       | 317         | 308         | 5–3         | 8–4         |
| Detroit Lions        | 9           | 7           | 0           | 0,563       | 334         | 272         | 5–3         | 9–5         |
| Chicago Bears        | 7           | 9           | 0           | 0,438       | 304         | 264         | 5–3         | 7–5         |
| Tampa Bay Buccaneers | 5           | 10          | 1           | 0,344       | 271         | 341         | 1–6–1       | 4–7–1       |
| Green Bay Packers    | 5           | 10          | 1           | 0,344       | 231         | 371         | 3–4–1       | 4–7–1       |

| AFC West           | AFC West | AFC West | AFC West | AFC West | AFC West | AFC West | AFC West | AFC West |
| Team               | S        | N        | U        | SQ       | P+       | P−       | DIV      | CONF     |
| ------------------ | -------- | -------- | -------- | -------- | -------- | -------- | -------- | -------- |
| San Diego Chargers | 11       | 5        | 0        | 0,688    | 418      | 327      | 6–2      | 9–3      |
| Oakland Raiders    | 11       | 5        | 0        | 0,688    | 364      | 306      | 6–2      | 9–3      |
| Kansas City Chiefs | 8        | 8        | 0        | 0,500    | 319      | 336      | 4–4      | 6–8      |
| Denver Broncos     | 8        | 8        | 0        | 0,500    | 310      | 323      | 3–5      | 5–7      |
| Seattle Seahawks   | 4        | 12       | 0        | 0,250    | 291      | 408      | 1–7      | 3–9      |

| NFC West            | NFC West | NFC West | NFC West | NFC West | NFC West | NFC West | NFC West | NFC West |
| Team                | S        | N        | U        | SQ       | P+       | P−       | DIV      | CONF     |
| ------------------- | -------- | -------- | -------- | -------- | -------- | -------- | -------- | -------- |
| Atlanta Falcons     | 12       | 4        | 0        | 0,750    | 405      | 272      | 5–1      | 10–2     |
| Los Angeles Rams    | 11       | 5        | 0        | 0,688    | 424      | 289      | 5–1      | 9–3      |
| San Francisco 49ers | 6        | 10       | 0        | 0,375    | 320      | 415      | 2–4      | 4–8      |
| New Orleans Saints  | 1        | 15       | 0        | 0,063    | 291      | 487      | 0–6      | 0–12     |

 Divisionssieger 0
 Wildcard

Quelle: pro-football-reference.com
Divisional Tie-Breaker
- Cleveland beendete die Saison vor Houston in der AFC Central aufgrund ihrer besseren Conference-Bilanz (8–4 gegenüber 7–5 von Houston).
- San Diego beendete die Saison vor Oakland in der AFC West aufgrund ihrer besseren Punkteverhältnisse in ihren Divisionspielen (+60 von San Diego zu +37 von Oakland).
- In der AFC West beendete Kansas City die Saison vor Denver aufgrund ihrer zwei direkten Siege.
- In der NFC East beendete Philadelphia die Saison vor Dallas aufgrund ihrer besseren Punkteverhältnisse in ihren Divisionspielen (+60 von Philadelphia zu +37 von Dallas)
- Minnesota beendete die Saison vor Detroit in der NFC Central aufgrund ihrer besseren Conference-Bilanz (8–4 (0,667) gegenüber 9–5 (0,643) von Detroit).
- Tampa Bay beendete die Saison vor Green Bay in der NFC Central aufgrund der besseren gemeinsamen Spielbilanz (1–0–1 gegenüber 0–1–1 von Green Bay).

## Play-offs

### Setzlisten
| AFC  | AFC                | AFC            | AFC    |
| Rang | Team               | Division       | Bilanz |
| ---- | ------------------ | -------------- | ------ |
| 1    | San Diego Chargers | Sieger West    | 11–5   |
| 2    | Cleveland Browns   | Sieger Central | 11–5   |
| 3    | Buffalo Bills      | Sieger East    | 11–5   |
| 4    | Oakland Raiders    | West           | 11–5   |
| 5    | Houston Oilers     | Central        | 11–5   |

| NFC  | NFC                 | NFC            | NFC    |
| Rang | Team                | Division       | Bilanz |
| ---- | ------------------- | -------------- | ------ |
| 1    | Atlanta Falcons     | Sieger West    | 12–4   |
| 2    | Philadelphia Eagles | Sieger East    | 12–4   |
| 3    | Minnesota Vikings   | Sieger Central | 09–7   |
| 4    | Dallas Cowboys      | East           | 12–4   |
| 5    | Los Angeles Rams    | West           | 11–5   |

Conference Tie-Breaker
- San Diego sicherte sich den 1. Platz in der AFC aufgrund der besseren Conference-Bilanz (9–3 gegenüber 8–4 von Cleveland und Buffalo).
- Cleveland sicherte sich den 2. Platz in der AFC vor Buffalo aufgrund der besseren Bilanz gegen gemeinsame Gegner (5–2 gegenüber 5–3 gegen Bengals, Colts, Jets, Patriots und Steelers).
- Oakland sicherte sich den ersten AFC Wildcard-Platz aufgrund der besseren Conference-Bilanz (9–3 gegenüber 7–5 von Houston).
- Atlanta sicherte sich den 1. Platz in der NFC vor Philadelphia aufgrund des 20:17-Sieges im direkten Duell in Woche 14.

### Turnierbaum
|  |                                 |                                 |                                 |                                  |                                  |                                  |                                   |              |               |               |               |    |  |  |  |  |  |
|  |                                 |                                 |                                 |                                  | Divisional Playoffs              |                                  |                                   |              |               |               |               |    |  |  |  |  |  |
|  |                                 |                                 |                                 |                                  | 3. Januar – Veterans Stadium     |                                  |                                   |              |               |               |               |    |  |  |  |  |  |
|  | NFC Wild Card Game              | NFC Wild Card Game              | NFC Wild Card Game              | NFC Championship                 | NFC Championship                 | NFC Championship                 |                                   |              |               |               |               |    |  |  |  |  |  |
|  | NFC Wild Card Game              | NFC Wild Card Game              | NFC Wild Card Game              | NFC Championship                 | NFC Championship                 | NFC Championship                 | 2                                 | Philadelphia | 31            |               |               |    |  |  |  |  |  |
|  | 28. Dezember – Texas Stadium    | 28. Dezember – Texas Stadium    | 28. Dezember – Texas Stadium    | 11. Januar – Veterans Stadium    | 11. Januar – Veterans Stadium    | 11. Januar – Veterans Stadium    | 2                                 | Philadelphia | 31            |               |               |    |  |  |  |  |  |
|  | 28. Dezember – Texas Stadium    | 28. Dezember – Texas Stadium    | 28. Dezember – Texas Stadium    | 11. Januar – Veterans Stadium    | 11. Januar – Veterans Stadium    | 11. Januar – Veterans Stadium    | 3                                 | Minnesota    | 16            |               |               |    |  |  |  |  |  |
|  | 4                               | Dallas                          | 34                              | 2                                | Philadelphia                     | 20                               | 3                                 | Minnesota    | 16            |               |               |    |  |  |  |  |  |
|  | 4                               | Dallas                          | 34                              | 2                                | Philadelphia                     | 20                               | 4. Januar – Fulton County Stadium |              |               |               |               |    |  |  |  |  |  |
|  | 5                               | L.A. Rams                       | 17                              |                                  | 4                                | Dallas                           | 7                                 |              | Super Bowl XV | Super Bowl XV | Super Bowl XV |    |  |  |  |  |  |
|  | 5                               | L.A. Rams                       | 17                              | 1                                | 4                                | Dallas                           | 7                                 | Atlanta      | Super Bowl XV | Super Bowl XV | Super Bowl XV | 27 |  |  |  |  |  |
|  |                                 |                                 |                                 | 1                                |                                  |                                  | 25. Januar – Louisiana Superdome  | Atlanta      |               |               |               | 27 |  |  |  |  |  |
|  | 4                               | Dallas                          | 30                              |                                  |                                  |                                  |                                   |              |               |               |               |    |  |  |  |  |  |
|  | 4                               | Dallas                          | 30                              | N2                               | Philadelphia                     | 10                               |                                   |              |               |               |               |    |  |  |  |  |  |
|  | 3. Januar – Jack Murphy Stadium |                                 |                                 | N2                               | Philadelphia                     | 10                               |                                   |              |               |               |               |    |  |  |  |  |  |
|  | AFC Wild Card Game              | AFC Wild Card Game              | AFC Wild Card Game              | AFC Championship                 | AFC Championship                 | AFC Championship                 |                                   | A4           | Oakland       | 27            |               |    |  |  |  |  |  |
|  | AFC Wild Card Game              | AFC Wild Card Game              | AFC Wild Card Game              | AFC Championship                 | AFC Championship                 | AFC Championship                 | 1*                                | A4           | Oakland       | 27            | San Diego     | 20 |  |  |  |  |  |
|  | 28. Dezember – Oakland Coliseum | 28. Dezember – Oakland Coliseum | 28. Dezember – Oakland Coliseum | 11. Januar – Jack Murphy Stadium | 11. Januar – Jack Murphy Stadium | 11. Januar – Jack Murphy Stadium | 1*                                |              |               |               | San Diego     | 20 |  |  |  |  |  |
|  | 28. Dezember – Oakland Coliseum | 28. Dezember – Oakland Coliseum | 28. Dezember – Oakland Coliseum | 11. Januar – Jack Murphy Stadium | 11. Januar – Jack Murphy Stadium | 11. Januar – Jack Murphy Stadium | 3                                 | Buffalo      | 14            |               |               |    |  |  |  |  |  |
|  | 4                               | Oakland                         | 27                              | 1                                | San Diego                        | 27                               | 3                                 | Buffalo      | 14            |               |               |    |  |  |  |  |  |
|  | 4                               | Oakland                         | 27                              | 1                                | San Diego                        | 27                               | 4. Januar – Cleveland Stadium     |              |               |               |               |    |  |  |  |  |  |
|  | 5                               | Houston                         | 7                               |                                  | 4                                | Oakland                          | 34                                |              |               |               |               |    |  |  |  |  |  |
|  | 5                               | Houston                         | 7                               | 2*                               | 4                                | Oakland                          | 34                                | Cleveland    | 12            |               |               |    |  |  |  |  |  |
|  |                                 |                                 |                                 | 2*                               |                                  |                                  |                                   |              | 12            |               |               |    |  |  |  |  |  |
|  | 4                               | Oakland                         | 14                              |                                  |                                  |                                  |                                   |              |               |               |               |    |  |  |  |  |  |
|  | 4                               | Oakland                         | 14                              |                                  |                                  |                                  |                                   |              |               |               |               |    |  |  |  |  |  |

- (*) Die San Diego Chargers (in der AFC auf Platz 1 gesetzt) spielten in der Divisional-Playoff-Runde nicht gegen die Oakland Raiders (auf Platz 4 gesetzt), da beide Teams in derselben Division spielten.

## Super Bowl XV
Der 15. Super Bowl fand am 25. Januar 1981 im Louisiana Superdome in New Orleans, Louisiana statt. Im Finale trafen die Oakland Raiders auf die Philadelphia Eagles, die Oakland Raiders gewannen ihren zweiten Super Bowl. Sie waren dabei das erst zweite Wild-Card-Team, was den Super Bowl erreichte und das erste, das diesen gewann.
|                     | 1  | 2 | 3  | 4 | Gesamt |
| ------------------- | -- | - | -- | - | ------ |
| Philadelphia Eagles | 0  | 3 | 7  | 0 | 10     |
| Oakland Raiders     | 14 | 0 | 10 | 3 | 27     |

## Auszeichnungen
| Most Valuable Player            | Brian Sipe, Quarterback, Cleveland Browns                 |
| Coach of the Year               | Chuck Knox, Buffalo Bills                                 |
| Offensive Player of the Year    | Earl Campbell, Runningback, Houston Oilers                |
| Defensive Player of the Year    | Lester Hayes, Cornerback, Oakland Raiders                 |
| Offensive Rookie of the Year    | Billy Sims, Runningback, Detroit Lions                    |
| Defensive Rookie of the Year    | Buddy Curry & Al Richardson, Linebackers, Atlanta Falcons |
| Comeback Player of the Year     | Jim Plunkett, Quarterback, Oakland Raiders                |
| Man of the Year                 | Harold Carmichael, Wide Receiver, Philadelphia Eagles     |
| Super Bowl Most Valuable Player | Jim Plunkett, Quarterback, Oakland Raiders                |